# Чапский, Юзеф
Ю́зеф Мариан Францишек Ча́пский (пол. Józef Marian Franciszek Czapski; 3 апреля 1896, Прага — 12 января 1993, Мезон-Лаффит близ Парижа) — польский художник и писатель, племянник городского головы Минска К. Чапского, двоюродный брат Г. Чичерина, представитель дворянского рода графов Гуттен-Чапских.

## Ранние годы

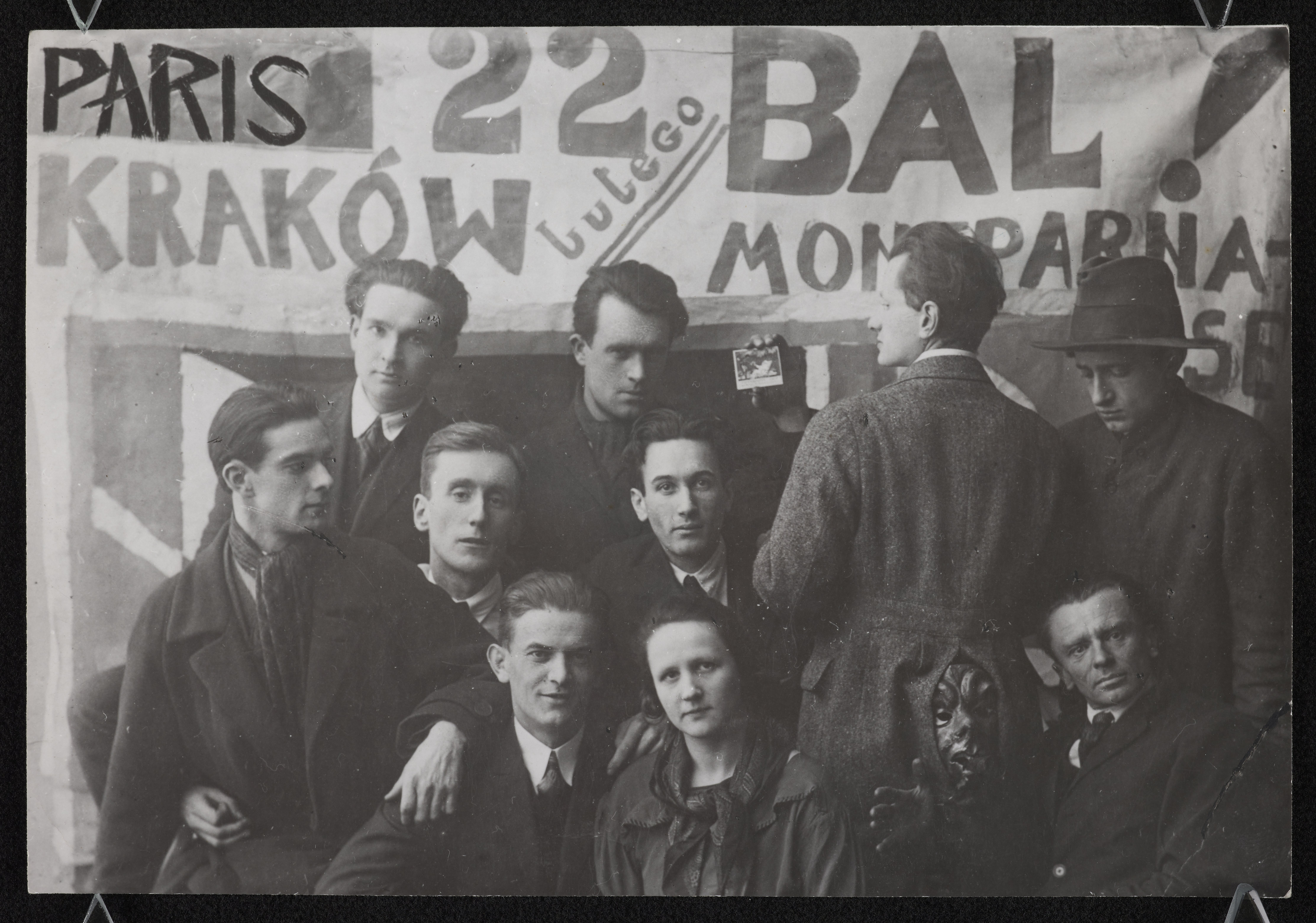
«Парижский комитет» в 1925 r. внизу в центре — Ханна Рудцка и Ян Цыбис (слева), Юзеф Чапский (второй ряд в центре), Артур Нахт-Самборский, Зигмунт Валишевский, Пётр Потворовский, Юзеф Ярема

Детство провёл в поместье Прилуки под Минском, окончил гимназию в Санкт-Петербурге (1915), окончил 1-й курс юридического факультета Санкт-Петербургского университета, отчислен в 1916 в связи с призывом на воинскую службу. Был близок к кругу Зинаиды Гиппиус. В сентябре 1917 года ненадолго вступил в 1-й Креховецкий уланский полк — польскую кавалерийскую часть, формировавшуюся Временным правительством в Минске. После заключения Брестского мира переехал в Варшаву. С 1918 года учился в Варшавской школе изящных искусств. Участвовал в Польско-советско войне 1919 — 1921 годов и был награждён орденом Virtuti militari. В 1921—1924 учился в Краковской академии искусств в 1924—1931 продолжил изучение живописи во Франции, затем вернулся в Польшу.

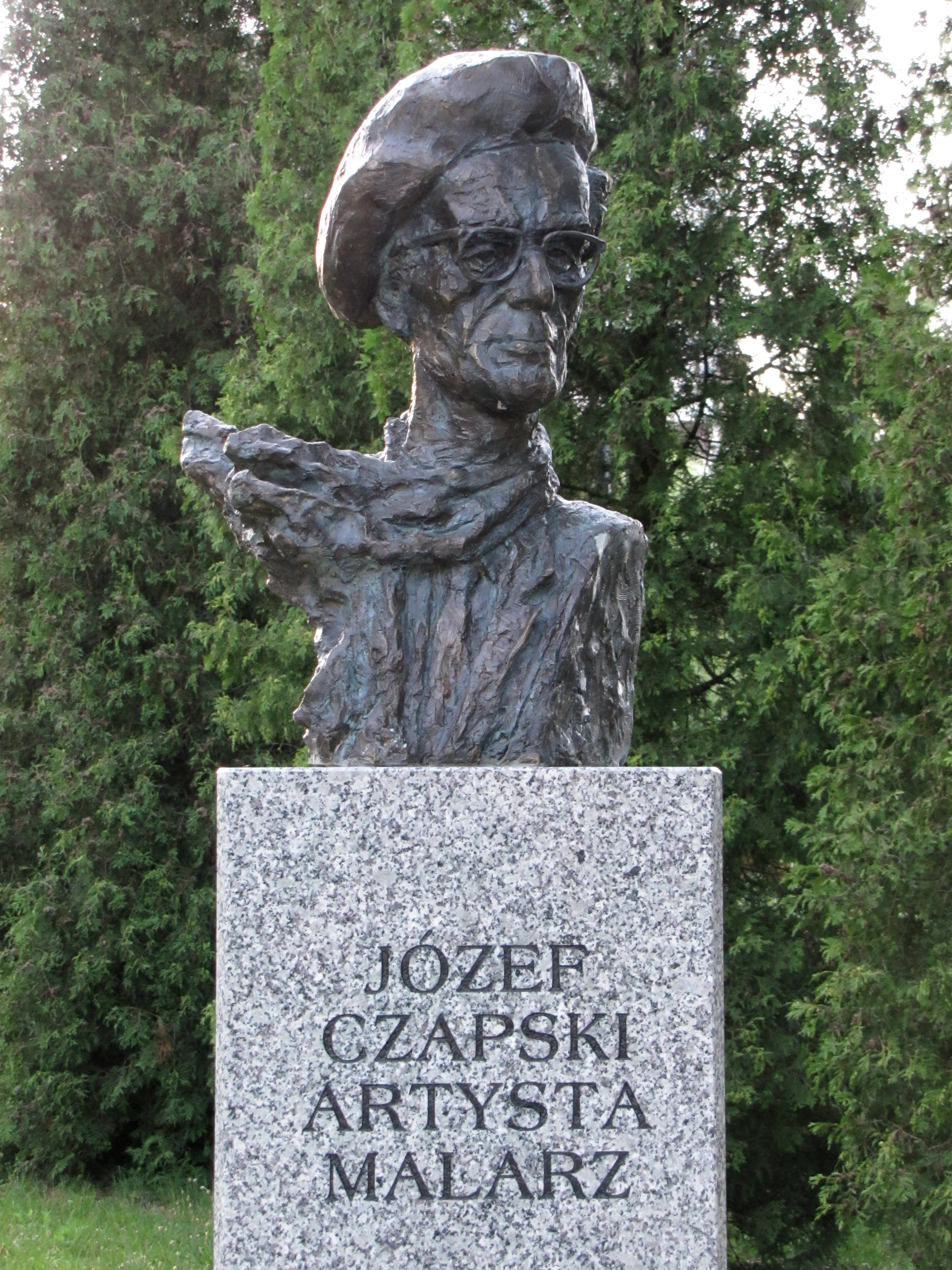
Бюст Юзефа Чапского

1 сентября 1939 года Чапский как офицер запаса был призван в польскую армию. 27 сентября под Львовом попал в плен к частям Красной Армии. Находился в концлагере в Старобельске на Украине, затем в Грязовце Вологодской области. 3 сентября 1941 года, после подписания военного соглашения между советским и польским правительством, Чапский был освобождён и вскоре вступил в польскую армию генерала Андерса, был его уполномоченным по розыску польских офицеров, пропавших на территории СССР.
В 1942 в Ташкенте познакомился у А. Н. Толстого с Анной Ахматовой. Возможно, Чапскому посвящено её стихотворение «В ту ночь мы сошли друг от друга с ума…» (второй и последний раз они виделись в 1965 в Париже). В 1943 переправился в Иран, воевал на итальянском фронте.

## Поздние годы
С 1945 года жил во Франции, активно участвовал в издании известного польского журнала «Kultura» под редакцией Е. Гедройца, в работе журнала Владимира Максимова «Континент». Чапский писал о Д. С. Мережковском, Д. В. Философове, А. М. Ремизове, с которыми был близко знаком. Одним из первых, наряду с Чеславом Милошем, открыл для польского читателя философию Симоны Вайль (Вейль).
Автор мемуарных книг о ГУЛАГе «Старобельские воспоминания» (1944), «На бесчеловечной земле» (1949), эссе о художниках-постимпрессионистах, в частности — о любимом Сезанне. Его рассказы были одним из источников Анджея Вайды при его работе над фильмом Катынь.
Скончался в возрасте 96 лет и был похоронен 15 января 1993 года во французской деревне Ле Мениль-ле-Руа недалеко от города Мезон-Лаффит, рядом со своей сестрой Марией, умершей в 1981 году.

## Сочинения
- Wspomnienia starobielskie (1944);
- Na nieludzkiej ziemi (1949);
- Tumult i widma (1981);
- Wyrwane strony (1993);
- Dzienniki — wspomnienia — relacje (1986)

## Публикации на русском языке
- Бесчеловечье // Новая Польша, 2000, № 3.
- Беседа о Старобельске // Катынь. Свидетельства, воспоминания, публицистика. — М.: Текст, 2001.
- Об Анне Ахматовой // Новая Польша, 2002, № 11.
- О немцах // Новая Польша, 2007, № 5. — С. 22—32.
- О «Молодой Польше» // Новая Польша, 2008, № 9. — С. 49—52.
- Вырванные страницы [фрагменты одноименной книги] // Новая Польша, 2010, № 9.
- О Милоше // Горбаневская Н. Мой Милош. — М.: Новое издательство, 2012. — С. 385—388.
- Старобельские рассказы. На бесчеловечной земле. Москва-Вроцлав: Летний сад — Коллегиум Восточной Европы имени Яна Новак-Езёраньского, 2012. — 476 с.
- Юзеф Чапский, перевод Святослава Свяцкого. Польский Петербург: Юзеф Чапский об Анне Ахматовой : Фрагмент из книги Jozef Czapski. Wyrwane strony. (1993) сс. 37-42, с сокращениями. — 2017. — 24 января. — Дата обращения: 18.07.2017. (ИД "Когита" © Cogita!ru, 2009—2017.)